# Мјуник (Северна Дакота)
Мјуник (енгл. Munich) град је у америчкој савезној држави Северна Дакота.

## Демографија
По попису из 2010. године број становника је 210, што је 58 (-21,6%) становника мање него 2000. године.
| Група             | 2000.       | 2010.       |
| Белци             | 262 (97,8%) | 209 (99,5%) |
| Афроамериканци    | 0 (0,0%)    | 0 (0,0%)    |
| Азијати           | 0 (0,0%)    | 0 (0,0%)    |
| Хиспаноамериканци | 2 (0,7%)    | 0 (0,0%)    |
| Укупно            | 268         | 210         |